# Balança romana
Balança romana és una escultura situada a la Barceloneta, al carrer d'Andrea Dòria, entre els carrers de Miquel Boera i de la Conreria, enfront del Centre Cívic Barceloneta. Obra de l'escultor grec Jannis Kounellis, el 1992 es va instal·lar contra i penjant d'una pared mitgera en un solar obert per l'enderrocament d'un edifici entre l'antic carrer Almirall Cervera (actual carrer de Pepe Rubianes) i el carrer Baluard, però el 2007, arran de la construcció d'un nou edifici al solar, es va moure a un emplaçament actual.
Està construïda de bigues que sostenen altres peces d'acer que configuren set balances penjades en cascada, sobre cadascuna de les quals hi ha dos sacs de cafè plens d'autèntic cafè. Vol ser una al·legoria de l'antic moll del port, on els seus estibadors descarregaven aquest i altres productes.
Forma part de l'exposició Configuracions urbanes, organitzada per la nominació de Barcelona com a seu dels Jocs Olímpics, que consisteix en vuit obres creades per sis artistes estrangers, un madrileny i un de català, que formen un recorregut pels barris de la Ribera, la Barceloneta i el Port Vell. El projecte va estar dirigit per la crítica d'art Gloria Moure.